# Chasnais
Chasnais ist eine westfranzösische Gemeinde mit 792 Einwohnern (Stand: 1. Januar 2022) im Département Vendée in der Region Pays de la Loire. Chasnais gehört zum Arrondissement Fontenay-le-Comte und zum Kanton Luçon. Die Einwohner werden Chasnaisiens genannt.

## Lage
Chasnais liegt etwa 34 Kilometer nordnordwestlich von La Rochelle in der Landschaft der Vendée. Das Gemeindegebiet gehört zum Regionalen Naturpark Marais Poitevin. Umgeben wird Chasnais von den Nachbargemeinden Les Magnils-Reigniers im Norden und Osten, Triaize im Süden und Südosten, Saint-Denis-du-Payré im Südwesten, Lairoux im Westen sowie La Bretonnière-la-Claye im Nordwesten.

## Bevölkerungsentwicklung
| Jahr                      | 1962 | 1968 | 1975 | 1982 | 1990 | 1999 | 2006 | 2013 |
| Einwohner                 | 266  | 241  | 285  | 348  | 465  | 480  | 587  | 713  |
| Quelle: Cassini und INSEE |      |      |      |      |      |      |      |      |

## Sehenswürdigkeiten

Kirche Saint-Pierre

- Kirche Saint-Pierre
- Schloss Les Voureuils